# Perifèric
Un dispositiu perifèric o perifèric, aplicat al món de la informàtica, és un dispositiu maquinari auxiliar que s'utilitza per transferir informació dins i fora d'un ordinador. Pot donar-se el cas que sigui elements que es troben fora del contenidor principal (anomenat caixa o torre), o bé també es fa referència com als dispositius que, tot i estar inclosos dins d'aquesta caixa són elements complementaris al funcionament bàsic de l'ordinador. És el cas d'alguns dispositius inclosos en ordinadors portàtils, com el monitors, el teclat, el ratolí, càmeres web, etc.
El concepte perifèric fa referència, no tant a la posició física d'un component, com a la seva situació lògica respecte al bus principal del sistema. En certa manera, tot allò que no sigui la UPC, la memòria principal, la memòria secundària (per exemple el disc dur) i el bus del sistema, és considerat perifèric.
S'entén, doncs, per perifèric al conjunt de dispositius que, sense pertànyer al nucli fonamental de l'ordinador, format per la CPU i la memòria central, permetin realitzar operacions d'entrada / sortida (E / S) complementàries al procés de dades que realitza la CPU. Aquestes tres unitats bàsiques en un ordinador, CPU, memòria central i el subsistema d'E / S, estan comunicades entre si per tres busos o canals de comunicació:
- El bus d'adreces, per seleccionar la direcció de la dada o del perifèric al que es vol accedir,
- El bus de control, bàsicament per seleccionar l'operació a realitzar sobre la dada (principalment lectura, escriptura o modificació).
- El bus de dades, per on circulen les dades.

Tot i que el terme perifèric implica sovint el concepte d'«addicional però no essencial», molts d'ells són elements fonamentals per a un sistema informàtic. El teclat i el monitor, imprescindibles en qualsevol ordinador personal d'avui en dia (no ho van ser en els primers computadors), són possiblement els perifèrics més comuns, i és possible que molta gent no els consideri com a tal pel fet que generalment es prenen com a part necessària d'un ordinador. El ratolí és possiblement l'exemple més clar d'aquest aspecte. Fa menys de 20 anys no tots els ordinador personals incloïen aquest dispositiu. El sistema operatiu MS-DOS, el més comú en aquesta època, tenia una interfície de línia d'ordres per a la qual no era necessària l'ocupació d'un ratolí, tot es feia mitjançant comandes de text. Va ser amb la popularització de Finder, sistema operatiu de l'Apple Macintosh d'Apple i la posterior aparició de Windows quan el ratolí va començar a ser un element imprescindible en qualsevol llar dotat d'un ordinador personal. Actualment hi ha sistemes operatius en mode text que poden prescindir del ratolí com, per exemple, alguns sistemes bàsics de UNIX i GNU / Linux.

## Tipus de perifèrics
Els perifèrics poden classificar-se en 5 categories principals:
 Perifèrics d'entrada: capten i envien les dades al dispositiu que els processarà.
 Perifèrics de sortida: són dispositius que mostren o projecten informació cap a l'exterior de l'ordinador. La majoria són per a informar, alertar, comunicar, projectar o donar a l'usuari certa informació, de la mateixa manera s'encarreguen de convertir els impulsos elèctrics en informació llegible per l'usuari. No obstant això, no tots d'aquest tipus de perifèrics és informació per l'usuari.
 Perifèrics d'entrada / sortida (E / S) serveixen bàsicament per a la comunicació de l'ordinador amb el medi extern
Els perifèrics d'entrada / sortida són els que utilitza l'ordinador tant per enviar com per rebre informació. La seva funció és la d'emmagatzemar o guardar de forma permanent o virtual tot allò que fem amb l'ordinador perquè pugui ser utilitzat pels usuaris o altres sistemes.
Són exemples de perifèric d'entrada / sortida o d'emmagatzematge:
- Disc dur
- Gravadora i / o lector de CD
- Gravadora i / o lector de DVD
- Gravadora i / o lector de HD-DVD
- Memòria Flash
- Cintes magnètiques
- Memòria portàtil
- Disquet
- Pantalla tàctil
- Nucli virtual
- Gravadora i / o lector de CD
- Gravadora i / o lector de DVD
- Gravadora i / o lector de Blu-ray
- Gravadora i / o lector de HD-DVD

 Perifèrics d'emmagatzematge: són els dispositius que emmagatzemen dades i informació per bastant temps. La memòria RAM no pot ser considerada un perifèric d'emmagatzematge, ja que la seva memòria és volàtil i temporal.
 Perifèrics de comunicació: són els perifèrics que s'encarreguen de comunicar-se amb altres màquines o computadores, ja sigui per treballar en conjunt, o per enviar i rebre informació.

## Perifèrics comuns

### Perifèrics d'emmagatzemament

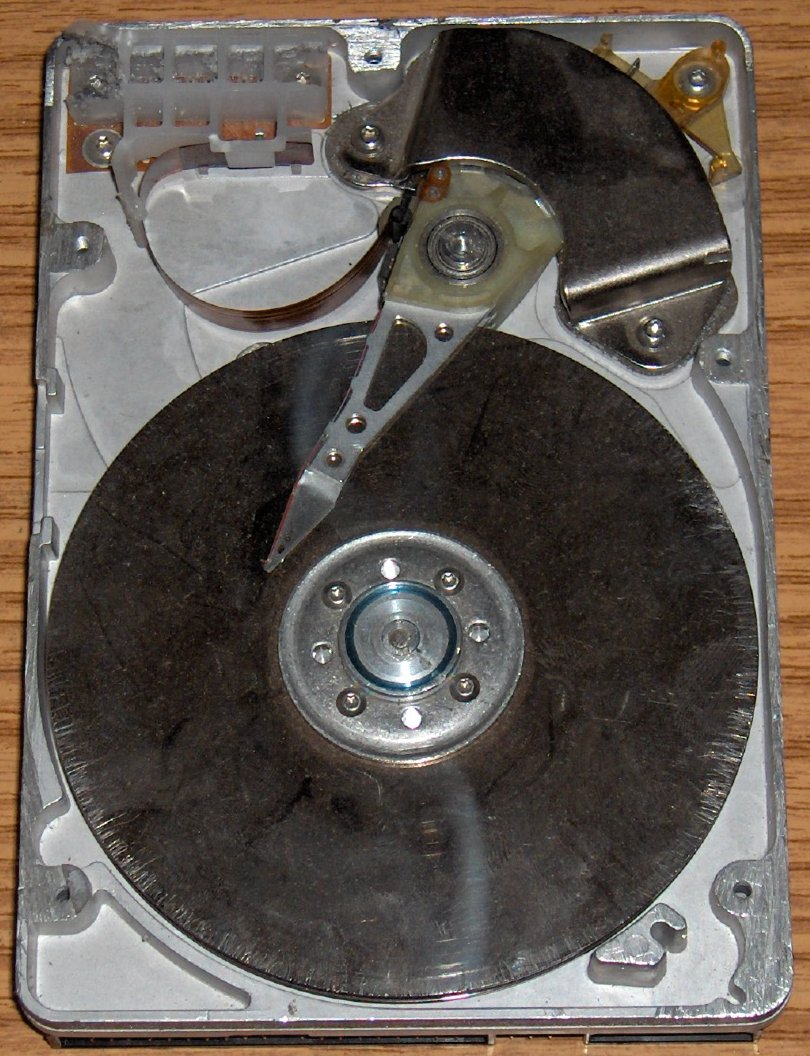
Interior d'un disc dur

Perifèrics d'emmagatzemament o perifèrics d'entrada/sortida que permeten a un sistema informàtic emmagatzemar informació per a ser recuperada posteriorment.
- Removibles (Llegeixen/escriuen medis portables)
  - CD (Lector de disc òptic)
    - CD-ROM
    - CD-RW
    - CD-R

  - DVD (Lector de disc òptic)
    - DVD-ROM
    - DVD-RW
    - DVD-R

  - Memòria USB
  - Unitat de cinta
  - Disquet
  - Targeta perforada
- No-removibles
  - Disc dur

### Dispositius o perifèrics d'entrada

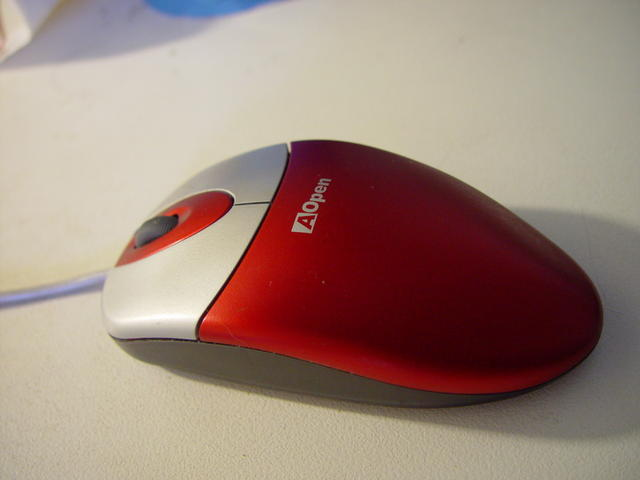
Mouse.

En informàtica, un dispositiu d'entrada és un aparell utilitzat per proporcionar dades i senyals de control a un sistema de processament d'informació, com ara un ordinador o un aparell d'informació. Alguns exemples de dispositius d'entrada inclouen teclats, ratolí, escàners, càmeres, joysticks i micròfons.
Els dispositius d'entrada es poden classificar en funció de:
- modalitat d'entrada (per exemple, moviment mecànic, àudio, visual, etc.)
- si l'entrada és discreta (p. ex., prémer una tecla) o contínua (p. ex., la posició d'un ratolí, tot i que està digitalitzada en una quantitat discreta, és prou ràpida per ser considerada contínua)
- el nombre de graus de llibertat implicats (per exemple, ratolins tradicionals bidimensionals o navegadors tridimensionals dissenyats per a aplicacions CAD)

Classificació:
- Manual
  - Teclat:

Un teclat d'ordinador és un perifèric, físic o virtual (per exemple teclats en pantalla o teclats tàctils), utilitzat per a la introducció d'ordres i dades en un ordinador. Té el seu origen en els teletipus i les màquines d'escriure elèctriques, que es van utilitzar com els teclats dels primers ordinadors i dispositius d'emmagatzematge (gravadores de cinta de paper i targetes perforades). Encara que físicament hi ha una miríada de formes, se solen classificar principalment per la distribució del teclat de la seva zona alfanumèrica, ja que llevat de casos molt especials és comú a tots els dispositius i fabricants. Hi ha diversos tipus de teclat.
- - Dispositiu assenyalador
    - Ratolí:

El mouse (de l'anglès, pronunciat [ˈmaʊs]) o ratolí és un perifèric d'entrada d'ús manual per a ordinador, utilitzat com a entrada o control de dades. S'utilitza amb una de les dues mans de l'usuari i detecta el seu moviment relatiu en dues dimensions per la superfície horitzontal en què es recolza, reflectint-se habitualment a través d'un punter o fletxa al monitor. Anteriorment, la informació del desplaçament era transmesa gràcies al moviment d'una bola sota el ratolí, la qual accionava dos rodets que corresponien als eixos X i Y. Avui, el punter reacciona als moviments a causa d'un raig de llum que es reflecteix entre el ratolí i la superfície on es troba.
Cal aclarir que un ratolí òptic recolzat en un mirall o sobre un envernissat per exemple és inutilitzable, ja que la llum làser no exerceix la seva funció correcta. La superfície a recolzar el ratolí ha de ser opaca, una superfície que no generi un reflex, és recomanable l'ús de catifeta de ratolí.
El ratolí és el tipus de dispositiu apuntador o senyalador més utilitzat; existeixen també: gamepad, llapis òptic, palanca de comandament (joystick), Touchpad, Trackball , volant per a videojocs, etcètera.
- -     - Ratolí de bola (Trackball)
    - Palanca de control (Joystick)
    - Pantalla tàctil

  - Controlador de videojoc (Gamepad)
- Micròfon:

Amb el micròfon, a més de gravar qualsevol àudio o so mitjançant alguna aplicació informàtica, també permet l'ús de sistemes de reconeixement de la parla o reconeixement de veu, disponible fins i tot a navegadors web per a la cerca d'informació, tant és ordinadors portàtils o ordinadors descriptori, com en dispositius mòbils.
- Escàner
- Terminal d'ordinador
- Reconeixement de la parla
- Càmera web
- Tauleta digitalitzadora
- Lector de codi de barres

### Perifèrics de sortida
Els perifèrics de sortida són aquells dispositius que han estat construïts per enviar informació cap a fora de l'ordinador (obviant els senyals de control), com ara imatges, senyals, etc.
- Impressió
  - Traçador (plotter)
  - Impressora
  - Terminal braille
- So
  - Sintetitzador de veu
  - Targeta de so
  - Altaveus
- Visual
  - Targeta gràfica
  - Monitors
- Visualitzador braille

### Perifèrics d'entrada/sortida
Els perifèrics d'entrada/sortida són els que utilitza l'ordinador per enviar i rebre informació. La seva funció és emmagatzemar o desar, de manera permanent o virtual, tot allò que fem amb l'ordinador perquè pugui ser utilitzat pels usuaris o altres sistemes.

#### Pantalla tàctil o multitàctil
Pantalla tàctil
És una pantalla que mitjançant un toc directe sobre la superfície permet l'entrada de dades i ordres al dispositiu, i alhora mostra els resultats introduïts prèviament; actuant com a perifèric d'entrada i sortida de dades, així com emulador de dades interines errònies en no tocar-se efectivament. Aquest contacte també es pot fer mitjançant un llapis òptic o altres eines similars. Actualment hi ha pantalles tàctils que es poden instal·lar sobre una pantalla normal, de qualsevol tipus o denominació (LCD, monitors i televisors CRT, plasma, etc.).
Multitàctil
És el nom amb què es coneix una tècnica d'interacció persona-computador i el maquinari que l'aplica. La tecnologia multitàctil consisteix en una pantalla tàctil o touchpad que reconeix simultàniament múltiples punts de contacte, així com el programari associat a aquesta que permet interpretar aquestes interaccions simultànies.

#### Impressora multifunció

Impressora multifuncional.

Una impressora multifunció o dispositiu multifuncional és un perifèric que es connecta a l'ordinador i que posseeix les funcions següents dins d'un únic bloc físic:
Impressora, escàner, fotocopiadora, ampliant o reduint l'original,
fax (opcionalment). Lector de memòria per a la impressió directa de fotografies de càmeres digitals. De vegades, encara que el fax no estigui incorporat, la impressora multifunció és capaç de controlar-lo si es connecta a un port USB. També, poden posseir un disc dur (les unitats més grans utilitzades en oficines) per emmagatzemar documents i imatges.

### Perifèrics d'emmagatzematge

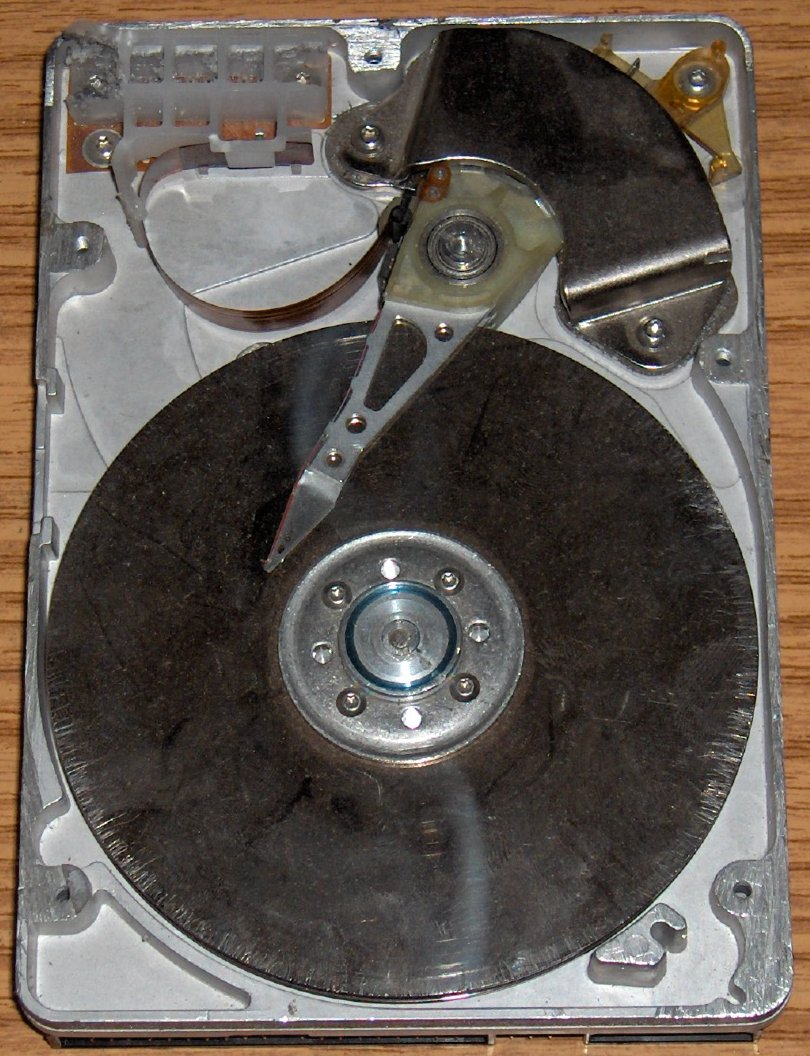
Interior d'un disc dur.

Els dispositius i suports d'emmagatzematge guarden les dades que utilitza la CPU una vegada que s'han eliminat de la memòria principal, perquè la memòria s'esborra cada vegada que s'apaga l'ordinador. Poden ser interns o portàtils, com un disc dur, o extraïbles, com un CD o DVD.
- Targeta perforada
- Cinta perforada
- Cinta magnètica
- Disc magnètic
  - Disquet
  - Disc dur
    - Disc dur fix o intern
    - Disc dur portàtil o extern
- Disc òptic (DO)
  - Disc compacte (CD o Compact Disc)
  - Disc Versàtil Digital (DVD)
  - Disc Blu-ray (BD o Blu-ray Disc)
- Disc magneto-òptic
  - Disc Zip (Iomega): 100 MB, tecnologia magnètica
  - Disquet SuperDisk de 3,5": 128 MB a 640 MB, tecnologia magnetoòptica
    - LS-120
    - LS-240

  - Disc Jaz (Iomega): capacitat de 1 GB a 2 GB
- Memòria Flash
  - Memòria USB
  - Targetes de memòria
  - Unitat d'estat sòlid

#### Memòria secundària
La memòria secundària (auxiliar, perifèrica o externa) o emmagatzematge secundari, és el conjunt de dispositius i suports d'emmagatzematge de dades que conformen el subsistema de memòria del sistema informàtic, juntament amb la memòria primària o principal.

##### Disc dur
El disc dur és un sistema de gravació magnètica digital, és on en la majoria dels casos resideix el sistema operatiu de l'ordinador. Als discs durs s'emmagatzemen les dades de l'usuari. Hi trobem dins de la carcassa una sèrie de plats metàl·lics apilats girant a gran velocitat. Sobre aquests plats se situen els capçals encarregats de llegir o escriure els impulsos magnètics.

##### Estat sòlid
Una unitat d'estat sòlid és un sistema de memòria no volàtil. Estan formats per diversos xips de memòria NAND Flash al seu interior units a una controladora que gestiona totes les dades que es transfereixen. Tenen una gran tendència a succeir definitivament els discos durs mecànics per la gran velocitat i tenacitat. En no estar formades per discos en cap de les seves maneres, no es poden categoritzar com a tal, encara que erròniament s'hi tendeixi.

#### Emmagatzematge de xarxa
- Emmagatzematge en núvol
- Servei d'allotjament de fitxers
  - Dropbox
  - Google Drive
  - OneDrive
- Emmagatzematge de connexió directa (Direct Attached Storage, DAS)
- Emmagatzematge connectat en xarxa (Network Attached Storage, NAS)
- Xarxa d'àrea d'emmagatzematge (Storage Area Network, SAN)

## Altres perifèrics
- De Xarxa
  - Mòdem
  - Targeta de xarxa
- D'expansió
  - base de connexió (docking station)